# KBBC Betafence Zwevegem
Koninklijke Basketbalclub Betafence Zwevegem, of kortweg Betafence Zwevegem, is een Belgische basketclub uit Zwevegem. De club werd in 1949 opgericht, en is bij de Basketliga aangesloten met stamnummer 506. De ploeg speelt in rood-witte uitrusting. De club wordt gesponsord door Betafence, een producent van afrasteringen.

## Geschiedenis
De basketclub werd opgericht op 1 december 1949 onder de naam Beka Basket, en is daarmee een van de oudste basketclubs in West-Vlaanderen. De club kende zijn beste periode in de jaren zeventig. In 1973 werd men kampioen in Eerste Provinciale; het jaar nadien werd men ook in Vierde Nationale meteen kampioen en stootte zo verder door. In 1978 dwong men zelfs promotie af naar Tweede Nationale, ondertussen onder de naam Sobeka.
Daarna ging het terug bergaf, en er volgde zelfs een vrijwillige degradatie naar Derde Provinciale. Er ging meer aandacht naar de jeugdwerking, en in 1996 werd de vzw Jeugdbasket Zwevegem opgericht. Vanaf 2000 was de club opnieuw met een seniorenploeg actief. De vzw jeugdbasket werd naar BBC Zwevegem omgevormd.
Omwille van het meer dan 50-jarig bestaan van de club nam men in 2001 de koninklijke titel aan, en werd de clubnaam Koninklijke BBC Zwevegem.
Seizoen 2013-2014 nam de club een belangrijke wending. Samen met de Sparta Deerlijk werd een nieuwe fusieclub gestart onder de naam BB Zwevegem Deerlijk. Het clubnummer 506 bleef behouden. Door deze fusie werd de club de grootste basketfamilie van West-Vlaanderen met 22 ploegen in competitie en meer dan 350 leden.